# Star Bonifacio Echeverria S.A.
La Star Bonifacio Echeverría SA était une entreprise spécialisée dans la fabrication d’armes de poing. Son siège social se trouvait à Eibar, au Pays basque, la région armurière d’Espagne. 
La tradition de fabrication d'armes et la renommée internationale de l'acier espagnol ont permis à cette industrie de couvrir un énorme marché à travers le monde. Les armes de la Star ont fait partie de l'armement officiel de l'armée et des policiers espagnols ainsi que d’autres pays.
Le fusil-mitrailleur qu'elle fabriquait, dans chacune de ses différentes versions et durant toute sa commercialisation, offrait une arme complémentaire à tout corps utilisant des armes courtes dans sa dotation habituelle. Les organismes publics, polices et militaires, privilégient toujours la simplicité, l'efficacité et la robustesse.

## Historique

### Les origines, adoption modèle 1922

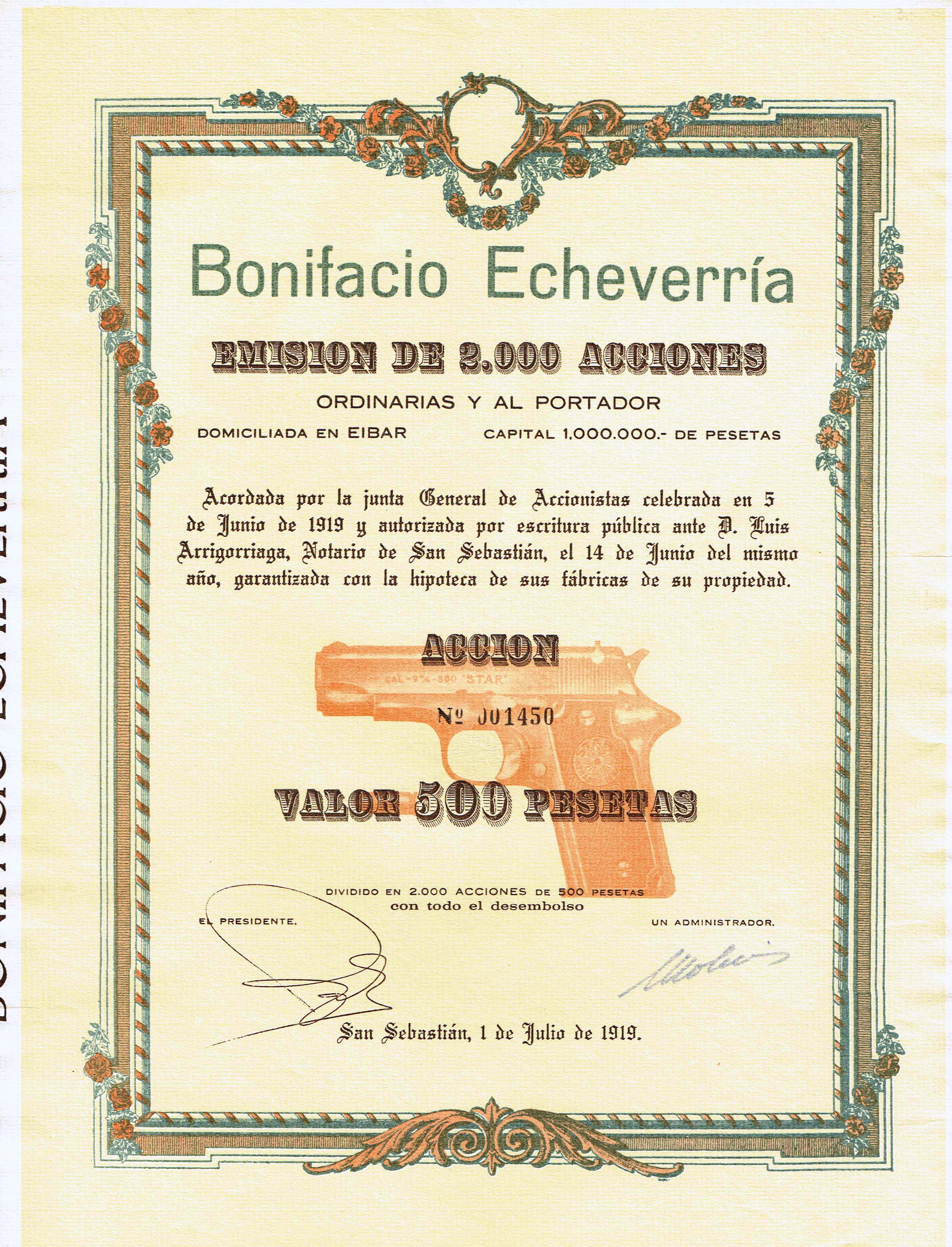
Action de la compagnie Bonifacio Echeverría en date du 1er juillet 1919

À la fin du XIXe siècle, José Cruz Echeverría, père de Julián Echeverría et de Bonifacio, tenait un atelier d'armurerie de fabrication d’armes anciennes.
Les deux fils se lanceront dans la fabrication d'armes modernes, et Julián Echeverría brevetera un système de pistolet automatique qu'ils commenceront à fabriquer en 1905 avec l'édification de l'usine. En 1908, ils lancent sur le marché un pistolet basé sur le modèle 1900 de la maison Mannlicher, avec un calibre de 6,35 mm à chargeur détachable.
Julián Echeverría abandonnera l’entreprise pour entrer à l'École d'Arsenal tandis que son frère Bonifacio modernisera les installations. En 1914, sort le modèle 1914 (le nom du modèle et l'année de lancement seront toujours d'actualité tout au long de l'existence de la firme), qui est principalement une amélioration du modèle précédent, surtout dans la partie ergonomique. Ce modèle sera choisi par l’armée française dans une version de calibre 7,65 mm appelée aussi pistolet automatique Star. La firme adoptera définitivement le nom de Star comme marque pour sa production.
En 1919 le nom de Star est appliqué à toutes les armes fabriquées et les marques Izarra et Estrella (Étoile) seront également enregistrées.
Le premier prototype de pistolet s'appelait Izarra de type Ruby. Dix mille de ces pistolets en calibre 32 ACP furent livrés aux autorités militaires françaises ainsi que le modèle 1914 appelé aussi pistolet automatique Star fabriqué à vingt-trois mille exemplaires, dont la sécurité du percuteur sera reprise vingt ans plus tard sur le pistolet semi-automatique français PA Mle 35S.
La fin de la Première Guerre mondiale entraîne l'annulation des commandes françaises (50 000 pistolets modèle 1914), ce qui contraint la firme à chercher de nouveaux débouchés commerciaux. Elle décide tout d’abord de déménager ses installations et se fixe dans le quartier de Torrekua Eibar, au Pays basque, et commence à fabriquer aussi des fusils-mitrailleurs puis se lance dans la réalisation de copies de Colt 1911.
En 1920 sort la série des Modèle A qui équipera la Guardia Civil, pour remplacer le Campo-Giro des officiers et les révolvers de type Smith & Wesson modèle 7 en calibre 11 mm de la troupe. Une petite quantité est fabriquée de ce modèle que l'on appelait aussi modèle militaire. La modification de la sécurité du percuteur sur la culasse effectuée, sort ensuite un modèle qui copie le Colt M-1911 qui sera dénommé Star modèle 1921. Il fut commandé 9 017 unités de pistolet Star modèle 1921 calibre 9 mm Largo qui équipèrent les sergents ainsi que la troupe.
Il fut décidé par la suite des modifications mineures telles que des plaquettes en bakélite noire, des chargeurs en chrome ou en inox, un bronzage de couleur noir de guerre. Cette nouvelle arme fut appelée Star modèle 1922. 21 000 pistolets Star 1922 calibre 9 mm Largo furent livrés à la Guardia Civil. À la même époque la société présenta ses modèles compacts en calibre 25 ACP et 32 ACP, d’inspiration Mannlicher mais sans aucun succès ; la Guardia Civile voulait un calibre plus puissant pour faire face aux affrontements et fusillades des milices patronales et des anarcho-syndicalistes du puissant syndicat CNT (Confédération nationale du travail). Les services policiers et militaires espagnols de l’époque avaient, à juste raison, une piètre estime des petits calibres 6,35 mm et du 7,65 mm employés par l’armée française lors du conflit 1914-1918. Ils considéraient la munition comme une munition de loisir totalement inadaptée pour faire la guerre. Les Espagnols quant à eux, avait une approche intellectuelle plus rationnelle face à l’adoption d’une arme ou d’un calibre officiel. Un raisonnement analytique, clairvoyant, un sens pratique des choses pour des choix qui furent souvent copiés.

### La guerre civile espagnole, années 1930
Le 13 avril 1931, Eibar s’aligne au reste des villes espagnoles et proclame la Deuxième République. Star suit dans la fabrication d'armes et exporte la majorité de la production, en dédiant une bonne partie aux fournitures pour l'armée de divers pays.
En 1933, la Firme crée le Star modèle B en 9 mm Parabellum, calibre qui deviendra universel. Ce pistolet était un clone du Colt M1911, son succès fut foudroyant et l’entreprise Star obtiendra une renommée mondiale qui ne se démentira plus jusqu'à la cessation de ses activités. 27 000 pièces en calibre 9 mm Parabellum furent livrées aux Allemands pendant le conflit 1939/1945, puis, plus tard, ce modèle équipera la police fédérale de RFA. Elle équipera aussi l'Afrique du Sud qui en commandera de grosses quantités et sera en service jusque dans les années 1980. La fin de production du modèle B date de 1985.
En 1934, la Star sort la série des modèles H dans le calibre 32 ACP et le modèle HN chambré en 380ACP, le modèle I et IN. La différence entre les deux séries sera que les modèles I et IN seront des pistolets aux dimensions plus imposantes et à la puissance de feu supérieure grâce aux deux cartouches supplémentaires.
Le Star H eut un grand succès à l’export, en Allemagne notamment, grâce à son prix et sa qualité de fabrication. Il équipera les policiers et les adhérents des partis politiques. Ces pistolets (séries H et I) connaitront un regain d’intérêt pendant la guerre civile espagnole car les belligérants manquaient de tout et surtout d’armes. Sa production finira en 1941, date à laquelle la série des Star S débutera.
Durant la guerre civile Eibar reste loyale vis-à-vis du gouvernement de la République jusqu'à ce que celui-ci perde les territoires basques en avril 1937. La Star passe alors aux mains des nationalistes et la production est récupérée ; elle fournira en grande quantité les armées du Troisième Reich.
La firme devient le fournisseur officiel des corps de sureté et de l'armée espagnole ainsi que de bien d'autres pays.

### Les années d'après-guerre
En 1945, la société Star Bonifacio Echeverria S.A. lance sur le marché les nouveaux pistolets-mitrailleurs Star Z-62 (et Z-63)et plus tard le Z-68 et le Z-70 (et Z-70B) qui seront employés par la police et la garde civile. Pour les pistolets, le 9 mm Parabellum prend le pas sur le 9 mm Largo.
En 1946 le pistolet modèle A est redessiné, un indicateur de chargement est prévu, une sécurité de percuteur, une plus grande puissance de feu. Il s’appellera Star Super A, le fonctionnement sera le système browning a biellette en calibre 9 mm Largo et sera produit jusqu'à 1989.
En 1942, des modèles pour les disciplines sportives sont fabriqués, ils se nomment Star F 22LR et 22 Short, Star FS dans les mêmes calibres, ce sont des armes pour la compétition sportive d’inspiration Manlicher le canon est fraisé dans la carcasse ce qui assure une très grande précision, la production finira dans les années 1967. L’exportation est très florissante sur le marché privé des États-Unis et du Canada.
Dans les années 1950, le modèle IR est remplacé par la série S dont la ressemblance avec le Colt M1911 est frappante mais dans des dimensions compactes. Entre 1941 et 1965 les modèles S 380 ACP et SI 32 ACP remplacent les modèles H et I. Le modèle Star S en 9 mm court sera en dotation dans l’armé de l’air, la Police Armé, et divers services publics. Il sera exporté en grandes quantités aux États-Unis, dans des versions Chrome et classiques bronzage noir.
Le modèle Star DK ou Starfire fabriqué dans les années 1957 sera un pistolet très populaire il y aura même une version allégée avec une carcasse en alliage d'aluminium aviation. Sa carrière s’arrêta en 1968 à cause des barrières douanières appelées Gun Control Act, une loi sur les importations d’armes destinée à protéger les manufactures américaines.
Pour contourner cette loi, l’entreprise fabriqua les pièces en Espagne et le montage se fit dans l’État du Maryland dans une entreprise nommé Firearms International Plant.
Le Starfire refit carrière de 1974 à 1977, puis la société fut rachetée par Iver-Johnson qui décida de fabriquer des modèles compacts en 380 ACP. Le X-300 pony eut une carrière honorable en 1985-1990.

### Modèles BM et BKM, FIRESTAR et autres
En 1976 apparu le modèle tout acier Star BM qui fit une grande carrière dans les services de police, la Guardia Civil, et chez les militaires. Chambré dans le populaire 9 mm Parabellum il était la copie conforme de l’excellent modèle Star B avec une longueur de canon plus courte. Une version allégée vit le jour, carcasse en aliage d'aluminium d’aviation nommée Star BKM. Les deux armes étaient soit de couleur bronze noir ou chrome. La fabrique Star cessa la production au profit du pistolet Firestar M43 dans les calibres 9 mm, .40 SW, .45 ACP.
En 1980, la firme lance le modèle de pistolet-mitrailleur Z-84, basé sur une version antérieure dénommée Z-75. Il différait des modèles précédents par l'utilisation de matériau plastique dans sa réalisation, ce qui allégeait le poids, et un gain de fiabilité.
Pour les pistolets se développe la série S qui a la particularité d'avoir une armature en aluminium, ce qui en réduit le poids, et une carcasse grosse capacité pourvue d'un chargeur de 15 balles.
Pour compléter la série des BM et BKM en 9 mm Luger, la fabrique créa en 1975 le modèle Star PD en .45 ACP, un pistolet compact fiable et très précis. Le célèbre tireur Jeff Cooper ne tarissait pas d’éloges sur cette gamme de pistolets. La Star cessa sa production en 1991 pour se concentrer sur le Firestar M43 décliné en 3 calibres 9 mm, .40 SW et .45 ACP.
Dans les années 1970/1980, pour répondre aux appels d'offres internationaux de renouvellement des armes de poing de services administratifs espagnols et étrangers, l'entreprise Bonifaccio Etcheveria sortira la série des modèles Star 28, Star 30, Star 31. 
Ce sera le premier pistolet semi-automatique à double-action et carcasse grande capacité (15 cartouches) doté d'une sécurité ambidextre. Sur l'effet d'annonce et sur un plan purement technique, l'arme se révéla intéressante mais il en sera autrement lors des séries d'essais de l'armée de l'air US. Face à une munition trop puissante, le pistolet révélera plusieurs défauts de jeunesse. La firme d'Eibar regrettera amèrement ce piège tendu par les fabriques américaines, qui proposeront en toute connaissance de causes des armes plus solides, à même de supporter cet excès de puissance mais aux qualités moyennes.
Le Star 28, dont la sortie en 1983 eut lieu un an après l'excellent LLAMA M-82 de l'entreprise Llama-Gabilondo y Cia, était une arme convenable et amena la fabrique à apporter des modifications nécessaires sur ce concept d'armes d'avenir. C'est donc en toute logique qu'en 1985 la sortie du Star 30, ravit les afficionados de cette prestigieuse fabrique. Des contrats de marché public avec la Guardia Civil ainsi que d’autres services administratifs espagnols se conclurent ; la police nationale quant à elle préférera une version allégée, appelée modèle Star 30 PK. En 1990, pour répondre au marché civil de l'Amérique du Nord, une nouvelle version tout acier nommée Star 31, une version compacte Star 31 M déclinée dans les trois calibres populaires aux USA, 9 mm Parabellum, .40 S&W, .45 ACP furent mises en production.
Dans la même année un nouveau modèle apparut. Doté d'une conception mécanique identique, il connut un grand succès grâce à sa surprenante précision. Pourvu d'une double action, de finition argent et noir bronze, d'un chargeur de 7 cartouches de calibre 9 mm ce modèle compact inaugura la série des Firestar. Face à une grosse demande du gigantesque marché nord-américain, une version allégé sera produite ainsi qu'un pistolet avec une grande capacité appelé Firestar plus nanti d'un chargeur à double colonne contenant 13 cartouches en 9 para. 1991 voit la sortie du Firestar M-40 en calibre .40 SW d'une contenance de 6 cartouches. Un an plus tard, la gamme s'étoffe avec l'apparition du Firestar M-45 d'une contenance 6 cartouches.
Les pistolets de la série Firestar seront considérés aux États-Unis comme étant parmi les meilleures armes de self-défense du marché. 1992 voit la fin de la fabrication du modèle Star PD, et la création d'un modèle pour concurrencer la célèbre fabrique d'armement Canadienne Para-Ordnance
qui connaît un énorme succès outre-Atlantique grâce à la commercialisation de son produit phare, le P14-45. Le nouveau modèle s'appellera Mégastar; sa fabrication tout acier renfermera un chargeur d'une contenance de 12 cartouches en .45 ACP.
Dans les années 1994 la firme produira des pistolets grosse capacité Ultrastar, avec des carcasses polymères, une double action, des organes de visée trois points au tritium et toujours la sécurité ambidextre. Un Mégastar 45 ACP sera aussi produit en polymère, pour les compétitions sportives. Il sera aussi produit sous la marque (A)S.T.A.R, fusion éphémère des deux sociétés en faillite Astra-Unceta y Cia et Star Bonifacio Echeverria S.A.. 
En 1994 une loi appelée US Crime Bill stoppe temporairement les importations d'arme. Elle oblige les constructeurs de restreindre les capacités et contenances des chargeurs à un nombre maximal de 10 cartouches et donc limite l'intérêt de telles armes. Toutes les exportations des trois fabricants d'armes espagnols, Astra-Unceta y Cia, Llama Gabilondo y Cia SA, Star Bonifacio Echeverria S.A., subirent de plein fouet ce changement de législation et accusèrent le choc par de sévères pertes financières. Ce passif, qu'elles traîneront sans pouvoir le résorber, sera une des multiples causes de la fermeture de ces prestigieuses fabriques.

### Déclin et fermeture
La conjoncture internationale et l'entrée de l'Espagne dans la Communauté économique européenne changera les destinées de cette prestigieuse entreprise. Mr Bonifacio Echeverría prendra sa retraite et la nouvelle direction, peu motivée, amènera l'entreprise à s'endetter. La crise des années 1990 sera fatale au secteur basque (espagnol) des armes de poings et autres.
Dans les années 1993, malgré une structure juridique de l'entreprise combinant actionnariat privé et public, avec l'implication du gouvernement basque, les pouvoirs publics ne parviendront pas à résoudre la crise. Et c'est ainsi que le 27 mai 1997, la Star Bonifacio Echeverría SA fermera ses portes.
Courant 1998, sous l’impulsion du gouvernement basque, une nouvelle entreprise composée de la fusion de Astra Unceta y Cia et Star Bonifacio Echeverría SA verra le jour. Cette nouvelle entité se nommera (A)S.T.A.R, mais sa durée sera éphémère, périclitant au bout d'une année.

## Production et modèles

### Pistolets
- 1905 : brevet d’un pistolet semi-automatique de type hammerless calibre 6,35
- Modèle 1908 : copie du Mannlicher Model 1900 en 6,35 mm
- Modèle 1914 : pistolet de type Ruby calibre 25 ACP, système Mannlicher amélioré calibre 7,65 mm pour l'armée française.
- Izarra : pistolet de type hammerless calibre 25 ACP production 1905 - 1906 petites quantités produites. En 32 ACP 1914 jusqu'à 1921 de type Ruby pour la France, commande non soldée ;
- Estrella : modèle 1908, production 1908-1914, de pistolets Mannlicher
- Modèle Star 1919 : star mod.1919, cal 7,65 mm y 6,35 mm, système Manlincher, très compact, connu comme pistolet de syndicaliste de la CNT (anarchiste) et UGT (socialiste).

- Modèle Star 1920 : pistolet d'ordonnance de la Guardia Civil
- Modèle Star 1921 : deuxième génération des pistolets d'ordonnances de la Guardia Civil. Forte amélioration du modèle 1920, il n'y a plus de sécurité du chien sur la culasse, le canon est reforgé plus résistant, une sécurité chargeur, un look qui ressemble au Colt M1911
- Modèle Star A-40 ou modèle Star 1922 : pistolet semi-automatique à simple action 9 mm Largo, produit entre 1921 et 1945, réglementaire dans la Guardia Civil.

- Modèle Star 1931 :
- Modèle Star IN-1934 : cal 9 mm corto, système Mannincher, fabriqué pour un usage policier, garde d'assaut, carabinier.
- Modèle Star A Super :
- Modèle Star B :
- Modèle Super-Star : pistolet simple action, produit de 1946 à 1983. Un grand succès de la fabrique.
- Modèle SUPER-S : pistolet identique au Super-Star en calibre 380 ACP et de dimensions très réduites.
- Modèle Star BG :
- Modèle Star BKS :
- Modèle Star BM : pistolet simple action 9 mm Parabellum, 217 682armes seront produites de 1972 à 1997, modèle identique au STAR BKM mais en acier. Il sera l'arme en dotation de la Guardia Civil.
- Modèle Star BKM : pistolet simple action 9 mm Parabellum, produit de 1972 à 1997, modèle identique au STAR BM mais carcasse en aluminium d'aviation.
- Modèle Star C :
- Modèle Star D :
- Modèle Star E :
- Modèle Star F :
- Modèle Star H :
- Modèle Star I :
- Modèle Star M :
- Modèle Star P :
- Modèle Star S : pistolet simple action 380 ACP produit de 1940 à 1983, ressemble au modèle A, mais en très petites dimensions. Modèle S d'usage militaire.
- Modèle Star SS : pistolet simple action 380 ACP produit de 1940 à 1983, ressemble au modèle A, mais en très petites dimensions. Modèle S destiné au marché civil.
- Modèle Star 28 DA : le premier pistolet de cette série pour usage militaire, à double action chargeur grosse capacité, chambré en 9 para, système Colt-Browning (culasse calé court recul du canon), fabrication tout acier.
- Modèle Star 30 M : pistolet identique au modèle 28 DA, extracteur renforcé et de dimension plus réduite, et des changements minimes au niveau du bloc percussion. Le Star 30 M a une réputation de solidité, et d'efficacité.
- Modèle Star 30 MK : le modèle 30 MK est identique au modèle 30 M mais la carcasse est en alliage léger, poids 900 grammes.
- Modèle Star 30 P : pistolet de la même série tout acier, mais des dimensions plus compactes. Même puissance de feu.
- Modèle Star 30 PK : pistolet identique au modèle P, mais la carcasse est en alliage léger.
- Modèle Star 31 M : le dernier pistolet de cette grande série, 28/30,le canon est à la bouche usiné de forme conique, la clé de culasse est de dimension plus importante, et il sera chambré dans plusieurs calibres, 9 para, 40 SW, 9X21.Certaine série auront des traitements de surface argenté, et d'autres inox.
- Modèle Firestar : La série des modèles Firestar, est une gamme de pistolets compacts pour un usage d'auto-défense pour le marché US. Trois calibres seront déclinés dans ces modèles, 9 para, 40 SW, .45 ACP.
- Firestar M40 : aussi appelé Star M-40 pistolet compact et d'auto-défense, dans le calibre US, 40 SW.
- Firestar M43 : aussi appelé Star M-43 pistolet compact et d'auto-défense, dans le calibre universel 9mm parabellum.
- Firestar M45 : aussi appelé Star M-45 pistolet compact et d'auto-défense, chambré dans le calibre très populaire aux USA, l'indétrônable .45 ACP.
- Firestar Plus 40, Firestar Plus 43 et Firestar Plus 45 : la série des pistolets Firestar Plus sont des compacts pensé comme la série des Firestar, avec des chargeurs doubles colonnes pour une plus grande puissance de feu.
- Modèle Ultrastar :
- Modèle Megastars :
- Modèle Star Model 316 :

### Pistolets-mitrailleurs
- Modèle Star MD, version PM du Star M chambrés en plusieurs calibres. Fabriqué à 8 000 exemplaires seulement de 1931 à 1951.
- Modèles Si35, RU35 et TN35 : ces modèles se différencient par la cadence de tir et leur fabrication simplifiée. Ils ont été utilisés pendant la guerre civile espagnole.
- Modèle Z-45 : version espagnole du MP40, vendu par le Troisième Reich à Franco selon le programme Bär en 1942, qui le fabriqua dans le calibre 9mm largo. Les Espagnols en profitèrent pour l'améliorer, une munition plus puissante, et un canon avec un système ingénieux de démontage, pour pouvoir le changer dans le calibre 9 mm Parabellum des forces du IIIe Reich. La crosse et le garde main sont en bois, il existe même une version avec une crosse démontable comme le MP40 allemand, des chargeurs de 30, 20 cartouches l'accompagnent. L'arme était en dotation officielle en Espagne, Cuba, Chili, Portugal et en Arabie saoudite. Il fut utilisé pendant les combats de la guerre de Sidi Ifni.

- Modèles Z-62 et Z-63 : Le Z-62, entré en service en 1963, il se distingue du Z-63 par la munition 9mm largo. Le pistolet-mitrailleur Z-63 utilise quant à lui la munition de 9mm Parabellum. Ils sont identiques, à l'exception de différences mineures dans les pièces internes, très robustes et fiables.
- Modèles Z-70 et Z-70B : les deux armes ont adopté la munition de l'OTAN 9mm Parabellum, l'Espagne adoptera ces deux modèles dans des unités de l'armée de terre espagnole.
- Modèle Z-84 : ce fusil-mitrailleur devait remplacer les anciens modèles qui été en dotation dans tous les services militaires et policiers du royaume espagnol. Mais il fut surclassé dans son temps par l'excellent Heckler et Koch MP5. Le modèle Z-84 fut produit pour le marché commercial dans le calibre 9mm largo. Dans l'armée espagnole cette arme est appelée « la zeta ».

## Code année de fabrication
Depuis 1927 toutes les armes espagnoles, testées sur le banc d'épreuve officiel de Eibar, sont marquées ou gravées en général sur la carcasse par des lettres qui représentent l'année de fabrication.
Tableau de correspondances lettres années de fabrication.
| poinçons | année | poinçons | année | poinçons | année |
| -------- | ----- | -------- | ----- | -------- | ----- |
| A        | 1927  | A1       | 1955  | A2       | 1981  |
| B        | 1928  | B1       | 1956  | B2       | 1982  |
| C        | 1929  | C1       | 1957  | C2       | 1983  |
| CH       | 1930  | CH1      | RIEN  | CH2      | RIEN  |
| D        | 1931  | D1       | 1958  | D2       | 1984  |
| E        | 1932  | E1       | 1959  | E2       | 1985  |
| F        | 1933  | F1       | 1960  | F2       | 1986  |
| G        | 1934  | G1       | 1961  | G2       | 1987  |
| H        | 1935  | H1       | 1962  | H2       | 1988  |
| I        | 1936  | I1       | 1963  | I2       | 1989  |
| J        | 1937  | J1       | 1964  | J2       | 1990  |
| K        | 1938  | K1       | 1965  | K2       | 1991  |
| L        | 1939  | L1       | 1966  | L2       | 1992  |
| LL       | 1940  | LL1      | RIEN  | LL2      | RIEN  |
| M        | 1941  | M1       | 1967  | M2       | 1993  |
| N        | 1942  | N1       | 1968  | N2       | 1994  |
| ñ        | 1943  | ñ1       | 1969  | ñ2       | 1995  |
| O        | 1944  | O1       | 1970  | O2       | 1996  |
| P        | 1945  | P1       | 1971  | P2       | 1997  |
| Q        | 1946  | Q1       | 1972  | Q2       | 1998  |
| R        | 1947  | R1       | 1973  | R2       | 1999  |
| S        | 1948  | S1       | 1974  | S2       | 2000  |
| T        | 1949  | T1       | 1975  | T2       | 2001  |
| U        | 1950  | U1       | 1976  | U2       | 2002  |
| V        | 1951  | V1       | 1977  | V2       | 2003  |
| X        | 1952  | X1       | 1978  | X2       | 2004  |
| Y        | 1953  | Y1       | 1979  | Y2       | 2005  |
| Z        | 1954  | Z1       | 1980  | Z2       | 2006  |